# 白鹤泉 (长沙)
白鹤泉位于湖南省长沙市之湘江河西岸一侧岳麓山风景名胜区内，为岳麓山重要观光点。该泉地处麓山寺观音阁右侧，临清风峡，曾为麓山寺僧侣和游人饮水之处，传说古代常有白鹤飞其上而得名。

## 历史沿革
自明朝以来，麓山寺各主持均对其加以整修，清朝光绪三年（1877年）湖南粮道夏献云建亭护泉，并刻碑纪念此事，抗日战争期间亭被毁，1956年重修。